# THE Possible
Ciao Bella Cinquetti (チャオ ベッラ チンクエッティ Ciao Berra Chinkuetti?), från 2006 till 2015 kända som THE Possible (THE ポッシボー THE Posshibō?), är en japansk pop-grupp producerad av TNX som en del av NICE GIRL Project!. THE Possible skapades 2006 av sex tjejer från Hello! Project's trainee-program Hello! Pro Kenshuusei. De släppte några indie-singlar inom Hello! Project men utexaminerades den 7 oktober 2007 för att skapa NICE GIRL Project! med Canary Club.
 Innan deras debut var de bakdansare till andra Hello! Project-akter och Tokito Ami.

## Nuvarande medlemmar
| Namn                                | Födelsedatum    | Gick med        | Generation | Officiell färg* | Anteckning                |
| ----------------------------------- | --------------- | --------------- | ---------- | --------------- | ------------------------- |
| Kanami Morozuka (諸塚香奈実)        | 1 november 1989 | 23 augusti 2006 | 1          | Blå             | Sångerska                 |
| Aina Hashimoto (橋本愛奈)           | 3 oktober 1992  | 23 augusti 2006 | 1          | Orange          | Vice-ledare, ledsångerska |
| Robin Shouko Okada (岡田ロビン翔子) | 15 mars 1993    | 1 oktober 2006  | 3          | Rosa            | Ledare, Ledsångerska      |
| Yuki Goto (後藤夕貴)                | 12 juni 1993    | 1 oktober 2006  | 3          | Gul             | Sångerska                 |

### Tidigare medlemmar
| Namn                        | Födelsedatum    | Gick med          | Lämnade         | Generation | Officiell färg* |
| --------------------------- | --------------- | ----------------- | --------------- | ---------- | --------------- |
| Kaede Oose (大瀬楓)         | 29 april 1991   | 20 september 2006 | 22 augusti 2009 | 2          | Turkos          |
| Yurika Akiyama (秋山ゆりか) | 19 oktober 1992 | 23 augusti 2006   | 10 augusti 2015 | 1          | Lila            |

* Färgkoderna är ungefära.

## Diskografi

### Album
- [2012-03-28] 2 Shiawase no Akashi (②幸せの証)
- [2014-09-16] 1116

### Minialbum
- [2011-08-31] 6nenme Start! (6年目スタート！)

### Samlingsalbum
- [2008-09-17] Kyuukyoku no THE Possible Best Number Shuu 1 (究極のTHE ポッシボー　ベストナンバー集①)
- [2013-02-20] Aratamemashite, THE Possible Desu! ~Nyuumon-hen Best~ (あらためまして、THE ポッシボーです! ～入門編ベスト～)

### Singlar
- [2008-04-30] Kazoku e no Tegami (家族への手紙)
- [2008-08-06] Ijiwaru Crazy love (いじわる Crazy love)
- [2009-01-07] Shiawase no Katachi (幸せの形)
- [2009-09-09] Family ~Tabidachi no Asa~ (旅立ちの朝)
- [2010-10-06] Watashi no Miryoku / LOVE2 Paradise (私の魅力/LOVE2 パラダイス)
- [2012-08-29] Nanja Korya?! (なんじゃこりゃ?!)
- [2013-04-10] Zenryoku Banzai! My Glory! (全力バンザーイ! My Glory!)
- [2013-09-11] Otome! Be Ambitious! (乙女！Be Ambitious!)
- [2014-03-26] Yuuki Superball! (勇気スーパーボール!)
- [2015-07-08] Omotesando / Futagotamagawa / Never Never Give up (表参道/二子玉川/Never Never Give up)

### Indie-album
- [2007-03-14] 1 Be Possible!

### Indie-singlar
- [2006-11-19] Young DAYS!! (ヤング DAYS!!)
- [2006-12-10] Hatsukoi no Kakera (初恋のカケラ)
- [2007-02-18] Shushoku = GOHAN no Uta (主食＝GOHANの唄)
- [2007-06-13] Natsu no Tropical Musume. (夏のトロピカル娘。) (THE Possible featuring Akiyama Yurika och Hashimoto Aina)
- [2007-06-13] Kingyo Sukui to Hanabi Taikai (金魚すくいと花火大会) (THE Possible featuring Okada Robin Shouko och Goto Yuki)
- [2007-08-01] Kaze no Uwasa (風のうわさ)
- [2007-11-07] HAPPY 15
- [2008-02-20] Love Message! (ラヴメッセージ！)

### Andra låtar
- [2011-11-25] Shiawase Hanabi Go Go GOO! ~Buchi no Mese! Dai Pinch!~ (幸せ花火ゴッゴッGOーッ!～ぶちのめせ！大ピンチ！～)
- [2012-01-15] Kibou to Seishun no Hikari ~C'mon! Pika! Pika!~ (希望と青春のヒカリ～カモン！ピカッ!ピカッ!～)
- [2012-02-25] Sakurairo no Romantic (桜色のロマンチック)
- [2012-03-21] Play Ball (プレイボール) (Mikage Masahide with Razz Like Air / THE Possible & Ogawa Mana)
- [2013-12-31] Hello! Project - Hello! Project no Zenkyoku Kara Atsumechaimashita! Vol. 2 (#17 Koisuru Niwatori)

### DVDer
- [2007-05-09] Single V Clips ① (シングルVクリップス①)
- [2007-06-06] Te wo Agero! Kenkou Goutou da (手を挙げろ！健康強盗だ)
- [2007-09-19] THE Possible Hatsu Shuuen Kouen!! (THE ポッシボー初主演公演!!)
- [2007-09-19] Tokito Ami with THE Possible Live '07 ~Ami Kore Possi Kore~ (時東ぁみ with THE ポッシボー ライブ'07~ぁみコレ ポッシコレ~) (with Tokito Ami)
- [2008-05-17] THE Possible Live Document DVD -2008.3.3 Yokohama Blitz ~Yokohama ☆ Koi no Catch Ball~ Hatsu Tandoku Live e no Michi- (THE ポッシボー　ライブドキュメントDVD-2008.3.3横浜BLITZ～横浜☆恋のキャッチボー～初単独ライブへの道-)
- [2008-12-03] Single V Clips ②) (シングルVクリップス②)
- [2009-01-30] THE Possible 2008 Aki ~SEXY Generation~ (THE ポッシボー 2008秋～SEXY ジェネレーション～)
- [2009-07-04] THE Possible Live 2009 Haru ~Shiawase no Katachi Kansha no Katachi~ (THE ポッシボーライブ2009春～幸せの形　感謝の形～)
- [2012-05-27] THE Possible Tandoku Live 2012 Shiawase no Akashi (THE ポッシボー 単独ライブ2012 幸せの証)

### Andra DVDer
- [2007-03-28] Hello! Project 2007 Winter ~Shuuketsu! 10th Anniversary~
- [2007-09-26] Dai 1 Kai Hello! Project Shinjin Kouen ~Saru no Koku~ / ~Tori no Koku~

### Fotoböcker
- [2007-07-13] Doki☆Doki☆Possible (ドキ☆ドキ☆ポッシボー)
- [2007-07-13] Kyapi♡Kyapi♡Possible (キャピ♡キャピ♡ポッシボー)
- [2008-08-25] Baribari Mizugi DE Possible! (バリバリ水着DEポッシボー！)

### Manga
- [2008-06-12] THE Possible ~Robin to Mahou no Apron~ (THE ポッシボー ～ロビンと魔法のエプロン～)